# National Rugby League 1926
La New South Wales Rugby Football League de 1926 fue la decimonovena temporada del torneo de rugby league más importante de Australia.

## Formato
Los clubes se enfrentaron en una fase regular de todos con todos, los primeros cuatro clasificados disputaron las semifinales por el título.
Se otorgaron 2 puntos por el triunfo, 1 por el empate y ninguno por la derrota.

## Desarrollo

### Tabla de posiciones
| Pos. | Equipo            | Encuentros | Encuentros | Encuentros | Encuentros | Tantos | Tantos | Tantos | Puntos |
| Pos. | Equipo            | PJ         | PG         | PE         | PP         | F      | C      | Dif    | Puntos |
| ---- | ----------------- | ---------- | ---------- | ---------- | ---------- | ------ | ------ | ------ | ------ |
| 1    | South Sydney      | 16         | 14         | 0          | 2          | 318    | 146    | +172   | 32     |
| 2    | Glebe             | 16         | 9          | 1          | 6          | 188    | 168    | +20    | 23     |
| 3    | Eastern Suburbs   | 16         | 9          | 1          | 6          | 207    | 192    | +15    | 23     |
| 4    | Sydney University | 16         | 9          | 0          | 7          | 198    | 217    | -19    | 22     |
| 5    | Western Suburbs   | 16         | 8          | 0          | 8          | 252    | 227    | +25    | 20     |
| 6    | Newtown           | 16         | 7          | 0          | 9          | 189    | 223    | -34    | 18     |
| 7    | North Sydney      | 16         | 7          | 0          | 9          | 227    | 271    | -44    | 18     |
| 8    | Balmain           | 16         | 6          | 0          | 10         | 187    | 184    | +3     | 16     |
| 9    | St. George        | 16         | 2          | 0          | 14         | 169    | 307    | -138   | 8      |

|  | Semifinalistas. |

#### Semifinales
| 4 de septiembre | Glebe | 3 - 29 | Sydney University |  |  |

| 11 de septiembre | South Sydney | 21 - 5 | Eastern Suburbs |  |  |

#### Final
| 18 de septiembre | South Sydney | 11 - 5 | Sydney University |  |  |

| Bandera de Australia |
| Campeón South Sydney |
| Sexto título         |